# Помаскіно
Пома́скіно (рос. Помаскино) — присілок у складі Увинського району Удмуртії, Росія.

## Населення
Населення — 3 особи (2010; 7 в 2002).
Національний склад станом на 2002 рік:
- росіяни — 71 %
- удмурти — 29 %

## Урбаноніми[3]
- вулиці — Садова